# Sanaâ Mssoudy
Sanaâ Mssoudy (arabisch سناء مسعودي, DMG Sanāʾ Masʿūdī; * 30. Dezember 1999 in Casablanca) ist eine marokkanische Fußballspielerin.

## Karriere

### Klub
Auf Klubebene ist sie derzeit bei FAR Rabat aktiv.

### Nationalmannschaft
Nach der U20 kam sie im Jahr 2020 auch erstmals für die A-Nationalmannschaft von Marokko zum Einsatz. Mit dieser nahm sie dann auch am Afrika-Cup 2022 teil, hier erzielte sie das im Viertelfinale gegen Botswana und im Halbfinale gegen Nigeria im Elfmeterschießen jeweils ein Tor. Mit der Halbfinalteilnahme sicherte sie sich mit ihrer Mannschaft erstmals für die Teilnahme an einer Weltmeisterschaft, genauer beim Turnier im Jahr 2023. Am Ende erreichte sie mit ihrem Team so das Finalspiel, wo man dort jedoch gegen Südafrika unterlag.